# グリーンクロス (ショッピングモール)
グリーンクロスは、かつて千葉県千葉市稲毛区長沼町93-1に存在したショッピングモール。

## 歴史
1992年2月27日に開店。イトーヨーカドーを核とするショッピングセンターの構想は1980年から存在したが、12年かけてようやくの開店となった。核店舗であるイトーヨーカドー長沼店のほか、専門店53店が入った「グリーンクロス」が出店した。周辺は他に大型店のない真空地帯で、車客の利用中心と見込んで駐車場を1381台確保していた 。イトーヨーカ堂は千葉市内には既に四街道店（1977年4月開店）、稲毛店（1978年4月開店）を出店しており、長沼店開店で地域支配を狙う構想であった。開店当時は成田方面からも客を集め、開店年度のイトーヨーカ堂の営業収益は4.6%増を記録した。1994年には、イトーヨーカドー長沼店の売上が約81億円を記録した。
しかしその後郊外型店舗の競争が激化、千葉県中西部にイトーヨーカ堂の店舗が7店あることによる自社店舗同士の競合もあり、2001年の売上は6割に落ち込んだ。さらにオーナーが破綻、2003年2月2日に閉店した。イトーヨーカドー長沼店だった部分は改修され、2010年に高齢者向けマンション「スマートコミュニティ稲毛」となった。